# Sykion

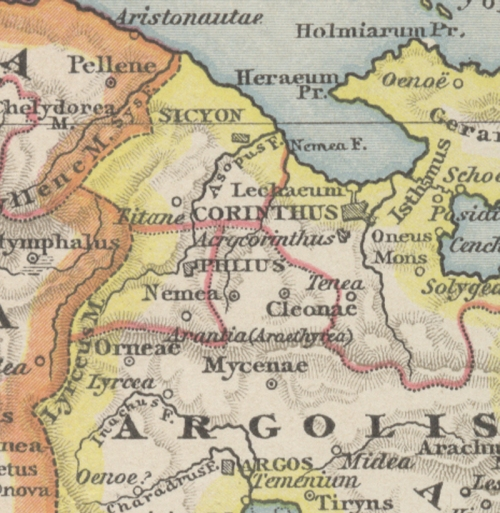
Położenie Sykionu (na północny zachód od Koryntu)

Sykion, Sikion (gr. Σικυών Sikyōn, łac. Sicyon) – greckie miasto na północy Peloponezu, położone nad rzeką Asopos, nieopodal Zatoki Korynckiej.
Politycznie nie odgrywało większej roli, pozostając w zależności od Argos lub Sparty. Stolica niewielkiego kraju (polis) graniczącego z Arkadią oraz z terytorium Koryntu i Fliuntu. Założycielem miasta miał być legendarny król Ajgialeos.
W trakcie pierwszej wojny messeńskiej (VIII wiek p.n.e.) Sykion był stronnikiem Argos, natomiast podczas drugiej wojny messeńskiej prosperował pod władzą tyranów z dynastii Ortagonidów (675-590 p.n.e.), którą założonej przez Ortagorasa. Po śmierci ostatniego z nich – Klejstenesa, w Sykionie zapanował ustrój republikański. W czasie II wojny peloponeskiej, wojny z Koryntem w roku 394 p.n.e. oraz wojny z Tebami w roku 371 p.n.e. miasto sprzymierzone było ze Spartą. W roku 303 p.n.e. Sykion został zburzony przez Demetriosa Polioketesa, który jednak odbudował go niedaleko miejsca zrujnowanego.
Miasto było miejscem narodzin Lizypa, a także Aratosa, który zapewnił mu przywództwo Związku Achajskiego wraz z przyznaniem części terytorium Koryntu oraz przewodnictwa nad igrzyskami istmijskimi. W roku 23 Sikion został zniszczony trzęsieniem ziemi.
Aż do czasów rzymskich (skonfiskowanie obrazów Pauzjasza przez Rzymian w 58 p.n.e.) Sykion stanowił centrum malarstwa. Przedstawicielami tzw. Szkoły sykiońskiej byli tak wybitni artyści, jak jej twórca Eupompos, Pamfilos, który wprowadził grafikę jako element nauczania, Pauzjasz czy jego następca Melantios. Charakteryzowała się technicznym nowatorstwem i warsztatową perfekcją (podstawy teoretyczne, perspektywa postaci, przezroczystość przedmiotu).
Obecnie na miejscu starożytnego Sykionu znajduje się osada wiejska.